# Irene del Portogallo

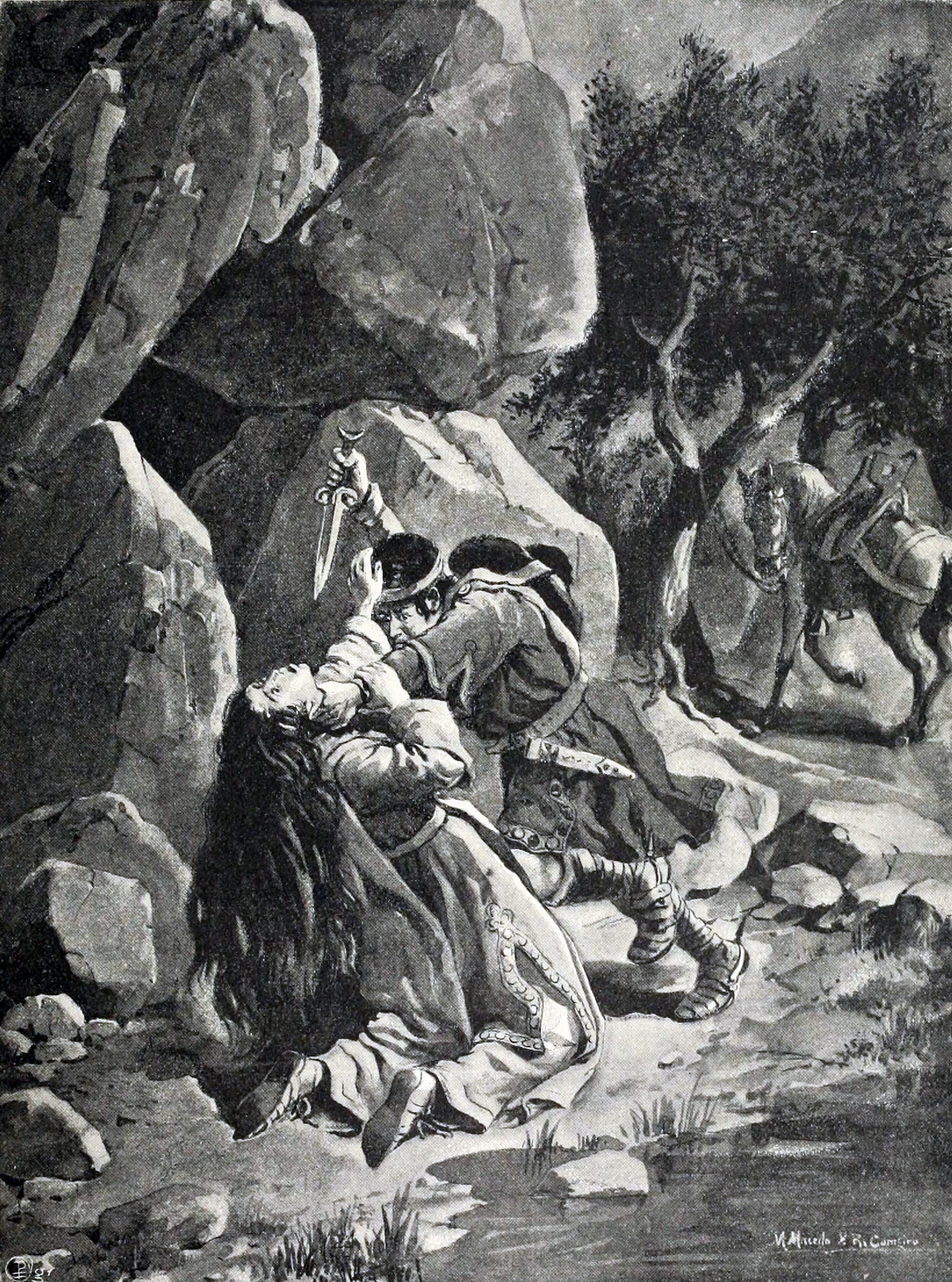
L'assassinio di Irene, litografia di Manuel Macedo e Alfredo Roque Gameiro, 1904.

Irene del Portogallo, conosciuta anche come Iria de Tomar (Tomar, 635 – Escálabis, 653), è stata una religiosa portoghese, venerata come martire e santa dalla Chiesa cattolica.

## Biografia
Secondo la leggenda, Irene nacque a Nabância, oggi Tomar, in una famiglia abbiente, e venne mandata dai genitori a scuola in un convento e da un precettore. Un giorno, un giovane nobile di nome Britaldo la notò mentre usciva da messa e se ne innamorò; Irene però lo respinse, affermando di volersi consacrare a Dio, e costui cadde in una profonda depressione.
Nel frattempo, il suo tutore, un monaco di nome Remigio, geloso per la passione che Britaldo aveva per lei, le preparò una tisana che la fece cadere in uno stato di trance e con una gravidanza isterica. Per questi motivi fu espulsa dal convento e Britaldo, venuto a sapere dell'accaduto e anch'egli geloso, assunse un soldato che si travestì da anziano viandante e la uccise con la spada.
Il corpo fu gettato nel fiume Nabão e arrivò, attraverso il piccolo torrente Zêzere alle sabbie del Tago, rimanendo incorrotto per diversi secoli.

## Culto
Il suo culto fu talmente popolare durante la dominazione dei Visigoti in Portogallo che l'antica Escálabis romana passò a chiamarsi Sancta Irenis, e da qui Santarém. Il culto iniziò a radicarsi nel rito mozarabico, al di là di non essere considerata una santa canonica dalla chiesa cattolica.